# Jean Holmes
Jean Winnifred Holmes-Mitchell (Ciudad de Panamá, Panamá; 7 de noviembre de 1940) es un velocista panameño. Compitió en los 100 metros femeninos en los Juegos Olímpicos de Verano de 1960. 

## Biografía
Compitiendo bajo su apellido de soltera, ganó medallas de oro en los 100 metros y en el relevo 4 × 100 metros (compuesto por Marcela Daniel, Lorraine Dunn, Silvia Hunte y Holmes) en los VIII Juegos Centroamericanos y del Caribe en Caracas.En los Juegos Panamericanos de 1959 de Chicago, el equipo panameño de relevos 4 × 100 metros integrado por Daniel, Holmes, Hunte y Carlota Gooden ganó la medalla de plata. Holmes ocupó individualmente el sexto lugar en los 60 metros lisos y el séptimo en los 100 metros lisos.Participó en los Juegos Olímpicos de Roma 1960, donde fue eliminada en los cuartos de final de la carrera de 100 metros y en la ronda de clasificación del relevo 4 × 100 metros. También participó en la carrera de 200 metros, en la que no tomó la salida. Ganó la carrera de 200 metros y el relevo 4 × 100 metros (compuesto por: Hunte, Gooden, Dunn y Holmes) y no terminó la carrera final de 100 metros en los Juegos Iberoamericanos de 1960 en Santiago. Ganó los 100 metros y 200 metros en los Juegos Bolivarianos de 1961 en Barranquilla. Quedó cuarta en los 100 metros en el relevo 4 × 100 metros en los Juegos Panamericanos de 1963 en São Paulo.En los Juegos Olímpicos de Tokio 1964, fue eliminada en las rondas de clasificación del equipo de relevos de 4 × 100 metros y no participó (a pesar de registrarse) en las carreras de 100 metros y 200 metros.

## Récords Personales
Récords personales de Jean Mitchell:
- Carrera de 100 metros - 11,7 s (1960)
- Carrera de 200 metros - 24,1 s (14 de agosto de 1960, Lima)